# Ampulex sonnerati
Ampulex sonnerati är en  stekelart som beskrevs av Kohl 1893. Ampulex sonnerati ingår i släktet Ampulex och familjen Ampulicidae. Inga underarter finns listade i Catalogue of Life.